# Marquesado del Socorro
El marquesado del Socorro es un título nobiliario español creado el 25 de julio de 1784 por el rey Carlos III, a favor José Solano y Bote, con el vizcondado previo del Feliz Ardid.

## Marqueses del Socorro
|                         | Titular                                      | Periodo                 |
| Creación por Carlos III | Creación por Carlos III                      | Creación por Carlos III |
| ----------------------- | -------------------------------------------- | ----------------------- |
| I                       | José de Solano y Bote Carrasco y Díaz        | 1784-1806               |
| II                      | Francisco José María Solano y Ortiz de Rozas | 1806-1808               |
| III                     | José Solano y de la Mata-Linares             | 1808-1882               |
| IV                      | José María Solano y Eulate                   | 1882-1912               |
| V                       | José María Solano y Adán de Yarza            | 1913-1930               |
| VI                      | Ramón Solano y Adán de Yarza                 | 1930-1949               |
| VII                     | Ramón María Solano y Arana                   | 1952-1958               |
| VIII                    | José María Solano y Gil-Delgado              | 1958-1998               |
| IX                      | Carlos María Solano Belausteguigoitia        | 1999-                   |

## Historia de los marqueses del Socorro

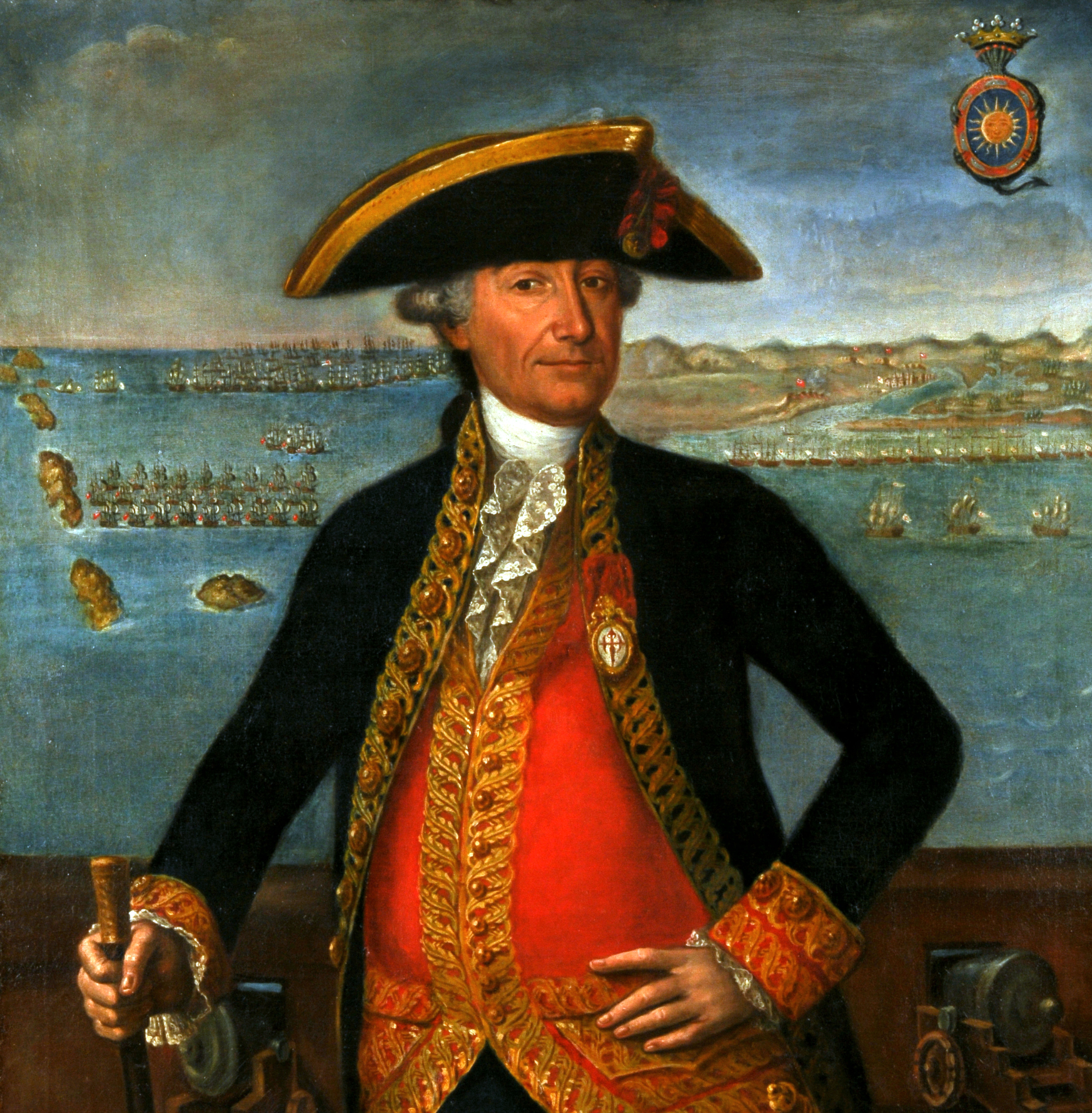
José Solano y Bote, I marqués del Socorro.

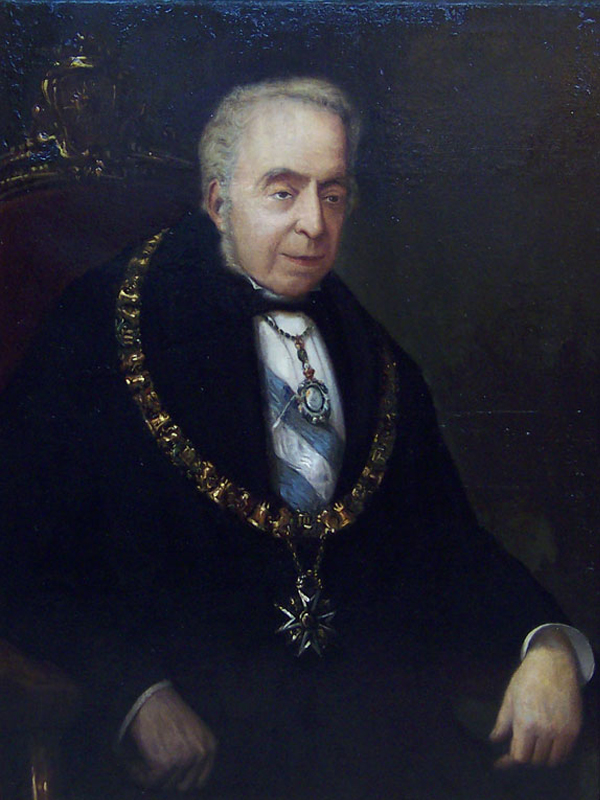
José Solano y de la Mata Linares, III marqués del Socorro.

- José de Solano y Bote Carrasco y Díaz (Zorita, Cáceres, 11.3.1726 - Madrid, 24.4.1806), I marqués del Socorro,[1] fue hijo de Agustín de Solano y Carrasco y María Bote y Carrasco.

1. Casó con Rafaela Ortiz de Rozas y Ruiz de Briviesca. Le sucedió su hijo:

- Francisco José María Solano y Ortiz de Rozas (Caracas, 10.12.1768 - Cádiz, 29.5.1808), II marqués del Socorro.

1. Casó con Francisca de la Mata-Linares y Barrenechea, VI marquesa de la Solana. Le sucedió su hijo:

- José Solano y de la Mata-Linares, (Madrid, 8.5.1802 - Madrid, 9.2.1882), III marqués del Socorro.

1. Casó con María Ana Luisa Gonzaga Teresa Vicenta Rafaela Álvarez de Eulate y Acedo. Le sucedió su hijo:

- José María Solano y Eulate (Madrid, 24.3.1841 - Lequeitio, Vizcaya, 20.11.1912), IV marqués del Socorro.

1. Casó con María de las Nieves Adán de Yarza y Torre de Lequerica. Del matrimonio nacieron tres varonesː José María, Ramón y Carlos. Le sucedió su hijo:[2]

- José María Solano y Adán de Yarza (Madrid, 17.5.1880 - Madrid, 3.11.1930), V marqués del Socorro.

1. Casó con María Teresa Solano y Martínez de Pisón. Le sucedió su hermano:

- Ramón Solano y Adán de Yarza (Madrid, 28.5.1884 - Lequeitio, 26.04.1949), VI marqués del Socorro, V Conde del Carpio.

1. Casó con Rosario Arana Urquiaga. Sin descendencia, le sucedió su sobrino:[3]

- Ramón María Solano y Arana (1929 - Cádiz, 22.9.2014), VII marqués del Socorro.

Le sucedió, por cesión del título, su primo:
- José María Solano y Gil-Delgado (1927 - Palacio de Zubieta, Vizcaya, 18.8.1998), VIII marqués del Socorro.

1. Casó con Bibiñe Belausteguigoitia y Arocena. Le sucedió su hijo:[5]

- Carlos María Solano y Belausteguigoitia (1960), IX marqués del Socorro.

1. Casó con Marta Aguirreche y Ollo. Hijosː Zenaida, José María y Marina Solano y Aguirreche.